# 戸田村 (静岡県)
戸田村（へだむら）は、かつて静岡県田方郡にあった村。2005年（平成17年）4月1日に沼津市に編入合併し、戸田村は廃止された。

## 地理
水域
- 駿河湾
  - 戸田湾 - 戸田地区の正面に広がる湾。

- 戸田大川 - 戸田地区の中央を流れる川。
- 御浜岬 - 戸田漁港の正面にある砂嘴。

山岳

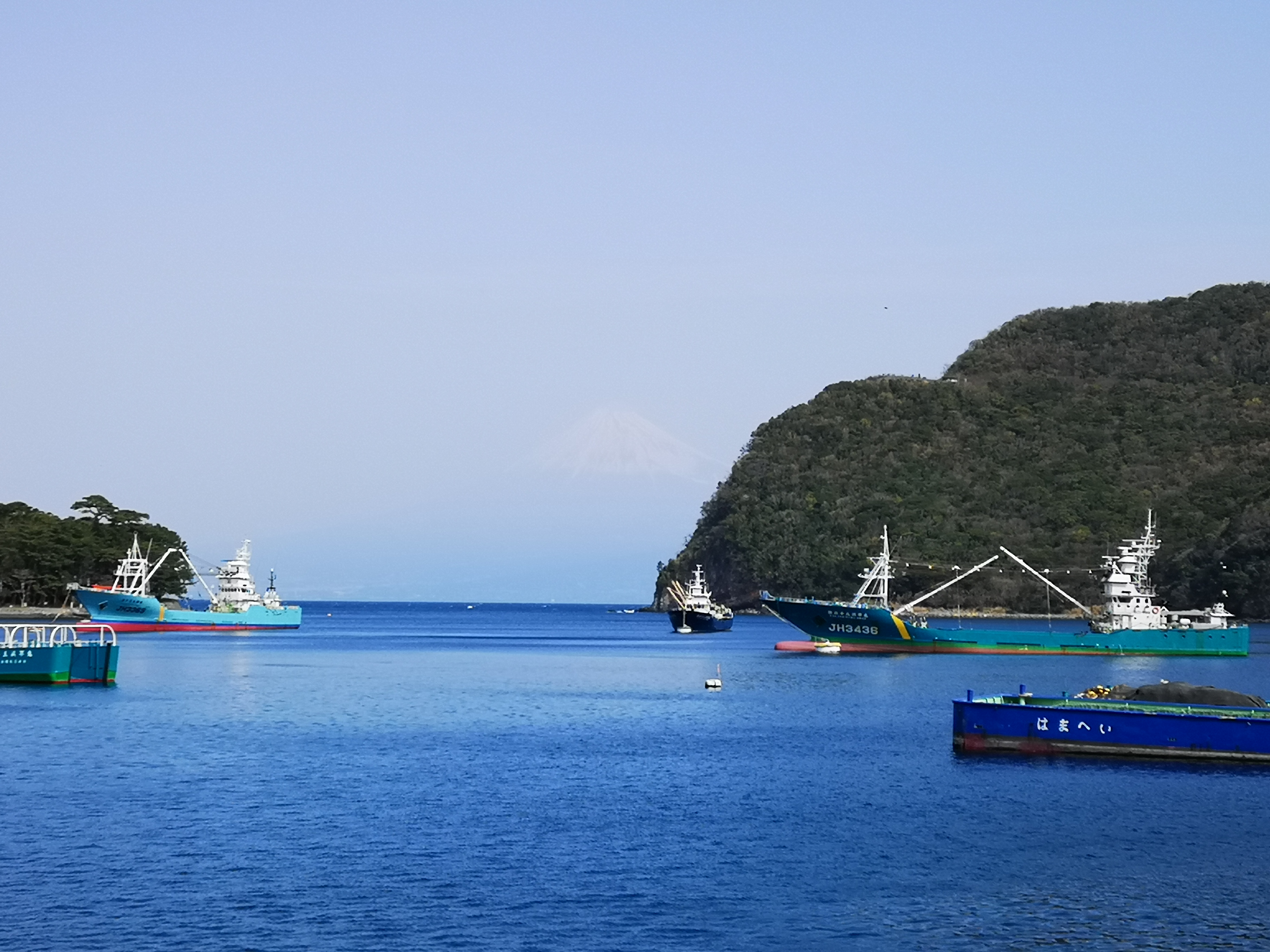
戸田湾

- 達磨山 - 戸田村と伊豆市を隔てている標高982 mの山。

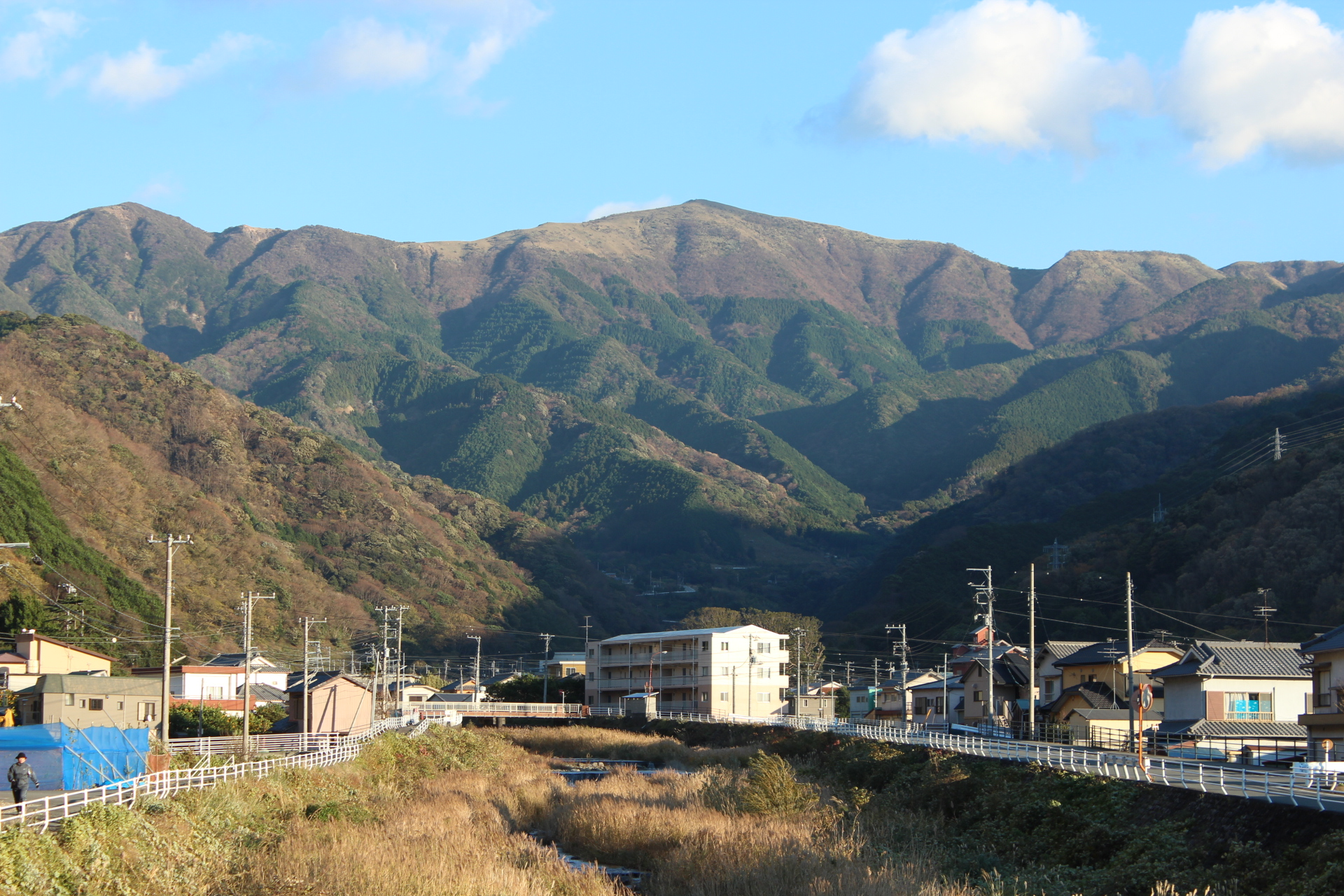
戸田村から望む達磨山

### 隣接する自治体
- 沼津市
- 伊豆市

## 歴史
- 1854年（嘉永7年） - ディアナ号（ロシア海軍）が安政東海地震による津波により大破の後、宮島村（現、富士市）沖で沈没。
宮大工・上田寅吉らが救助されたロシア人とともにヘダ号を建造、造船技術を学んだ。
- 1889年（明治22年）4月1日 - 町村制施行により、君沢郡戸田村・井田村が合併して戸田村が成立。
- 1896年（明治29年）4月1日 - 君沢郡・田方郡および賀茂郡の一部の区域をもって改めて田方郡が発足し、戸田村は同郡所属となる。
- 2003年（平成15年）12月 - 沼津市と合併協議会を設置。
- 2005年（平成17年）4月1日 - 沼津市に編入。同日戸田村廃止。

### ヘダ号

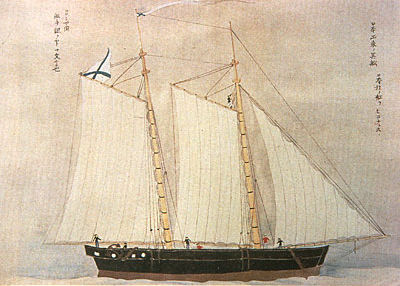
ヘダ号の絵図

ヘダ号は、戸田村に感謝し命名された日露合同で造船された西洋式帆船の船名。
1854年12月23日（嘉永7年11月4日）の安政東海地震によって伊豆半島は津波の被害にあった。この時、ロシアの海軍中将であるエフィム・プチャーチンは日本との国交樹立交渉のため、フリゲート「ディアナ号」（2000トン級）にて来日し、下田に停泊していた。津波によりディアナ号は直撃を何度も受け、半日もの間激しく湾内を旋回した後、沈没は免れたが、大破した。
ディアナ号は破損した船体を修復すべく、幕府の許しを得て、戸田村へ向かったが、航行中に強風と大波にあい1855年1月15日（安政元年11月27日）に田子の浦沖で座礁し、1855年1月19日（安政元年12月2日）に沈没する。幸いにプチャーチンと乗組員は、大地震の被災者でもある地元の人々の協力により救助され、宮島村（静岡県富士市）に上陸する。
プチャーチン使節団の応接掛であった川路聖謨も、ただちに救難対策を講じた。この時、ロシア人一行は、自身のおかれた状況も顧みず、献身的に救助してくれた地元の人々に対し大いに感謝したと伝わっている。
日露和親条約締結後、プチャーチンは帰国のための船の建造を幕府に願い出る。その申し出は許可され、戸田村・牛ケ洞にて帆船の建造が始まる。日本人は官民合同で300人と、ロシア人500人の計800人に上り、日本史上初ともいえる日露合同の造船が行われた。
日本人とロシア人の言葉の壁や、西洋式の帆船であるための資材の調達や専門技術者の不在など、数々の問題はあったが、日露双方が一丸になって取り組み、着工から3ヶ月という短期間で、2本のマストを備えた小さな帆船が竣工する。プチャーチンは、村民への感謝をこめてこれを「ヘダ号」と名付けた。「ヘダ号」は無事、ロシアのニコライエフスクまで航行し、プチャーチンたちは3年ぶりに祖国に帰還した。
1856年（安政3年）9月に日露友好のシンボルとなった「ヘダ号」は日本に返還されるが、戊辰戦争の局面の箱館戦争で官軍に対し使用されたのを最後に、その記録は途絶えており、行く末の詳細は、わかっていない。
戸田村では、ヘダ号の同型船である君沢形の量産が行われ、日本の造船技術の発展に大きく寄与した。

### 市町村合併
1963年（昭和38年）と1966年（昭和41年）の2度、沼津市から市町村合併の打診があったが、合併協議会の設置には至らなかった。平成の大合併においては、2002年（平成14年）より田方郡のうち5町1村（ほかに修善寺町・土肥町・天城湯ヶ島町・中伊豆町・大仁町）で合併する方針で検討を進めたが、住民全戸アンケートでは沼津市との合併が優勢であったために紛糾した。田方郡南部の法定合併協議会への参加は保留となり、2003年（平成15年）4月の統一地方選挙を経て、6月30日に沼津市に対し法定合併協議会設置の要望書を提出。同年12月15日より沼津市・戸田村合併協議会が設置され、2004年（平成16年）8月30日に合併協定書に調印、県議会議決や県知事決定を経て、総務大臣告示により2005年（平成17年）4月1日に沼津市へ編入された。

## 産業
世界最大の現生節足動物であるタカアシガニが戸田の名物である。

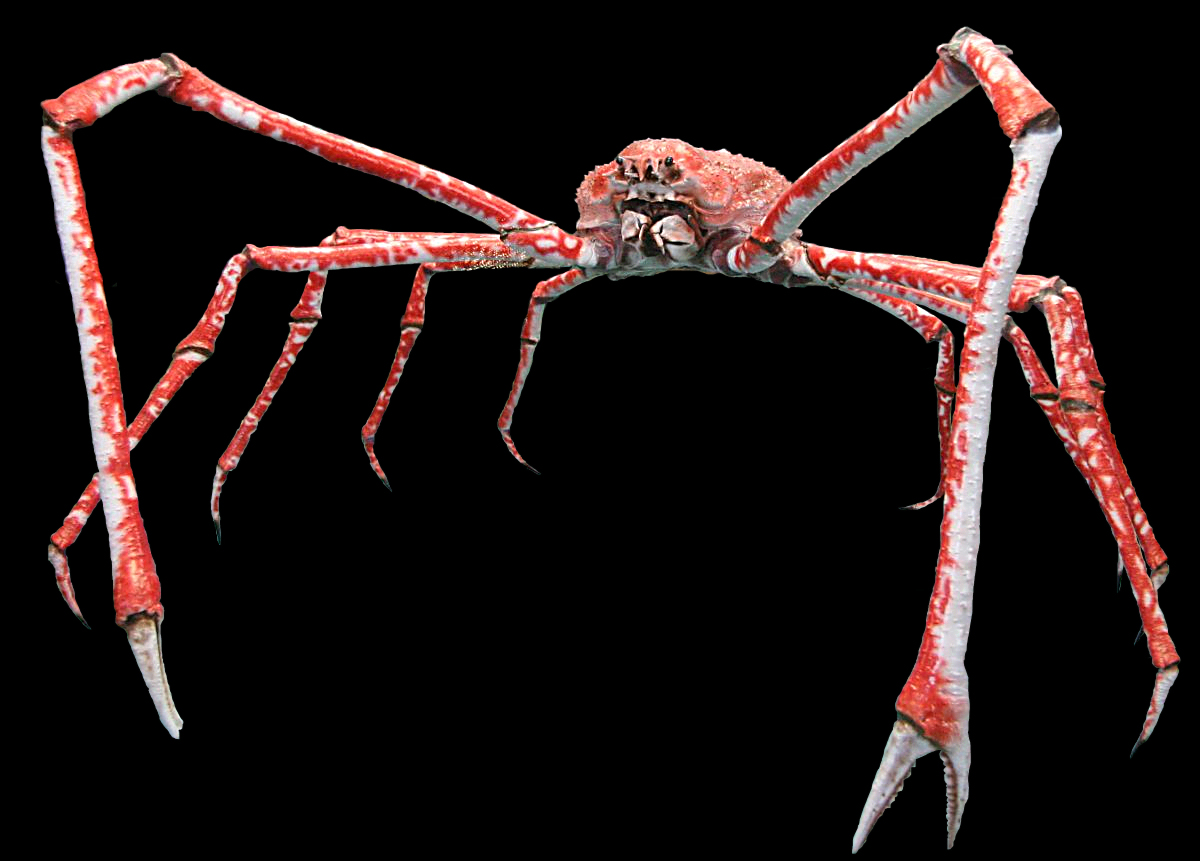
タカアシガニ

また、橘の日本最大の自生地でもある。

### 漁業

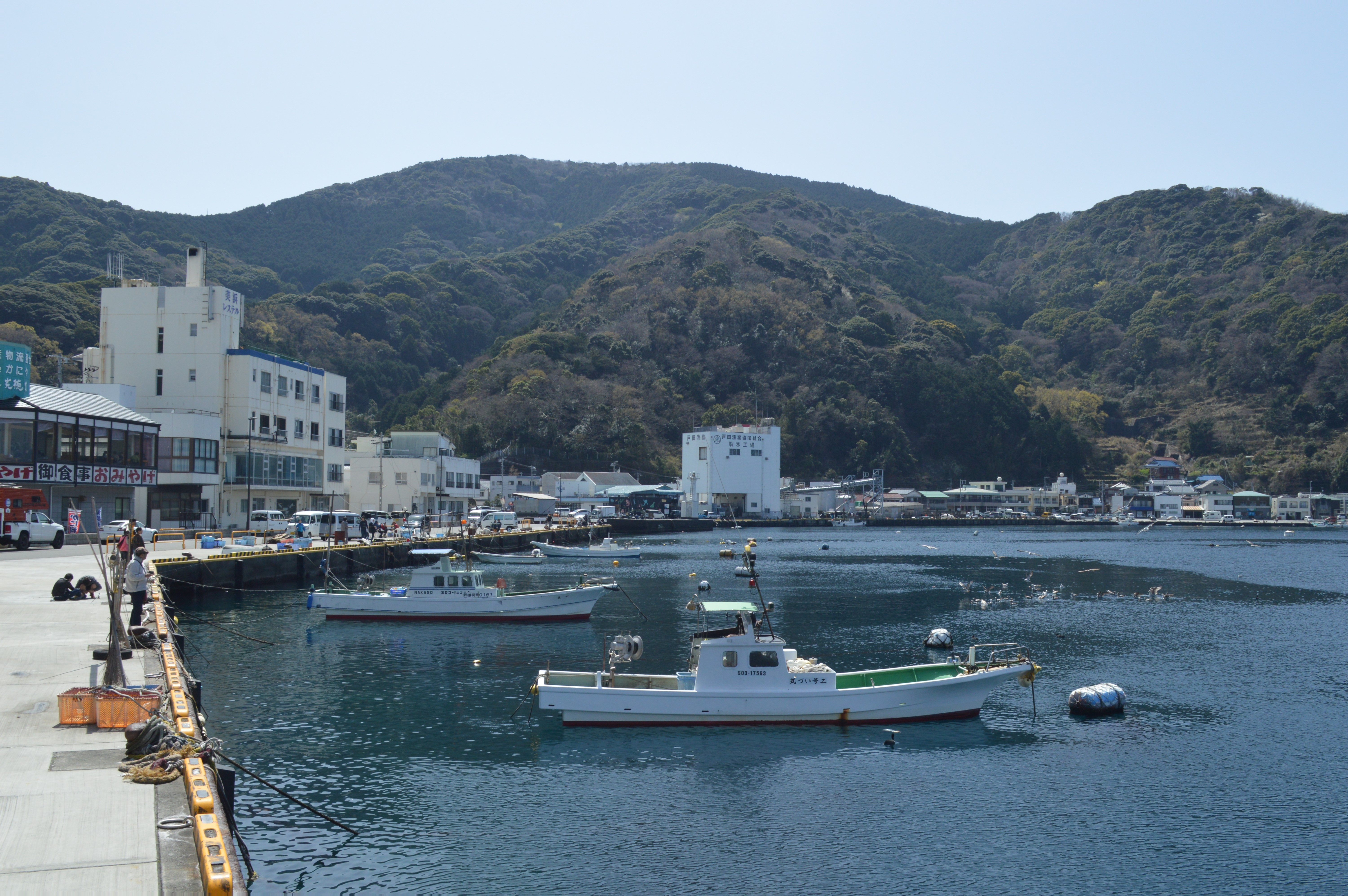
戸田漁港の漁船

- 戸田漁港

- 井田漁港

## 教育
戸田村に高等学校はなかった。公立高校では静岡県立土肥高等学校に進学する生徒が多く、その他には静岡県立沼津商業高等学校、静岡県立韮山高等学校、静岡県立修善寺工業高等学校、静岡県立田方農業高等学校、静岡県立三島北高等学校、静岡県立三島南高等学校、静岡県立焼津水産高等学校などに進学する生徒もいた。私立高校では加藤学園高等学校、日本大学三島高等学校などが多かった。

### 小学校
2005年時点で存在していた学校
- 戸田村立戸田小学校

1873年（明治6年）6月28日、戸田村宝泉寺に第46番小学巴江学舎として開学するが、まもなく財政難とそれによる郷山事件により実質的に中断となる。1882年（明治15年）に部田学校と改称し、10月20日に現在地に新築移転。1886年（明治19年）に小学校令による戸田尋常小学校となり、井田、舟山に分校を置く。1891年（明治24年）に井田分校が独立する。1895年（明治28年）に高等科を併置。1941年（昭和16年）戸田国民学校を経て、1947年（昭和22年）学校教育法による戸田小学校となる。1979年（昭和54年）に舟山分校と井田小学校を併合する。舟山分校と井田小学校の統合に合わせて、1979年（昭和54年）2月には新校舎が完成した。
2005年以前に廃校となった学校
- 戸田村立戸田小学校舟山分校

1882年（明治15年）に校舎落成。昭和22年に改築。1979年（昭和54年）3月に廃校となった。跡地は宿泊研修施設「ゆめとびら舟山」となった。
- 戸田村立井田小学校

1873年（明治6年）8月、井田村妙田寺に巴江学舎第1支校松江学舎として開学。1886年（明治19年）に小学校令による戸田尋常小学校の分校となるが、1891年（明治24年）に井田尋常小学校として独立。1907年（明治40年）に新築移転。1941年（昭和16年）に井田国民学校に改称し、1947年（昭和22年）学校教育法による戸田村立井田小学校に改称した。1970年（昭和45年）には児童数が10人以下となり、1973年（昭和48年）には創立100周年を迎えた。1979年（昭和54年）3月に廃校となり、戸田小学校に統合された。

### 中学校

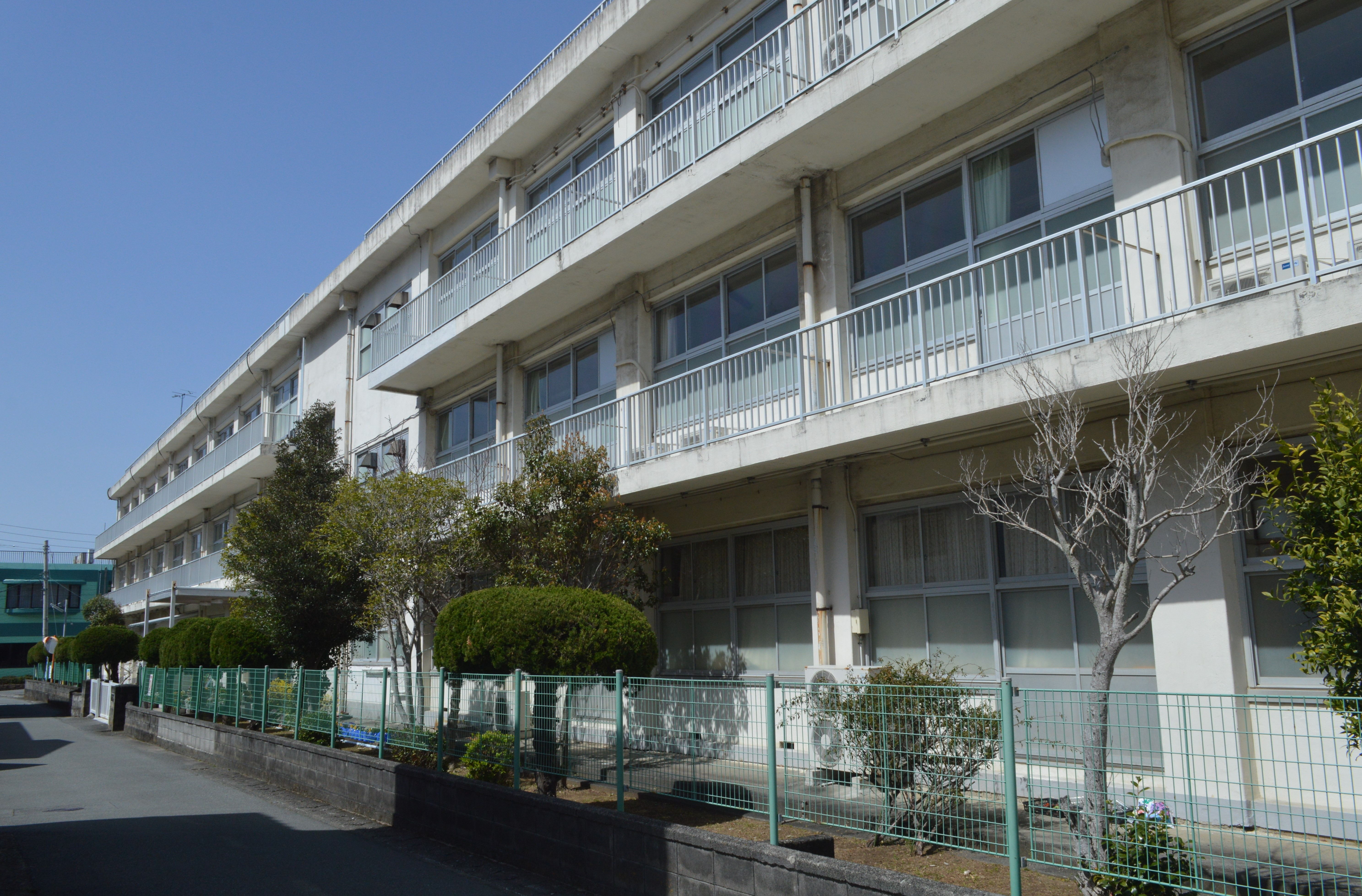
戸田村立戸田中学校

2005年時点で存在していた学校
- 戸田村立戸田中学校

1947年（昭和22年）に戸田小学校内に創立。1949年（昭和24年）12月25日に現在地に新築移転。1966年（昭和41年）給食センターを併置する。

### 図書館

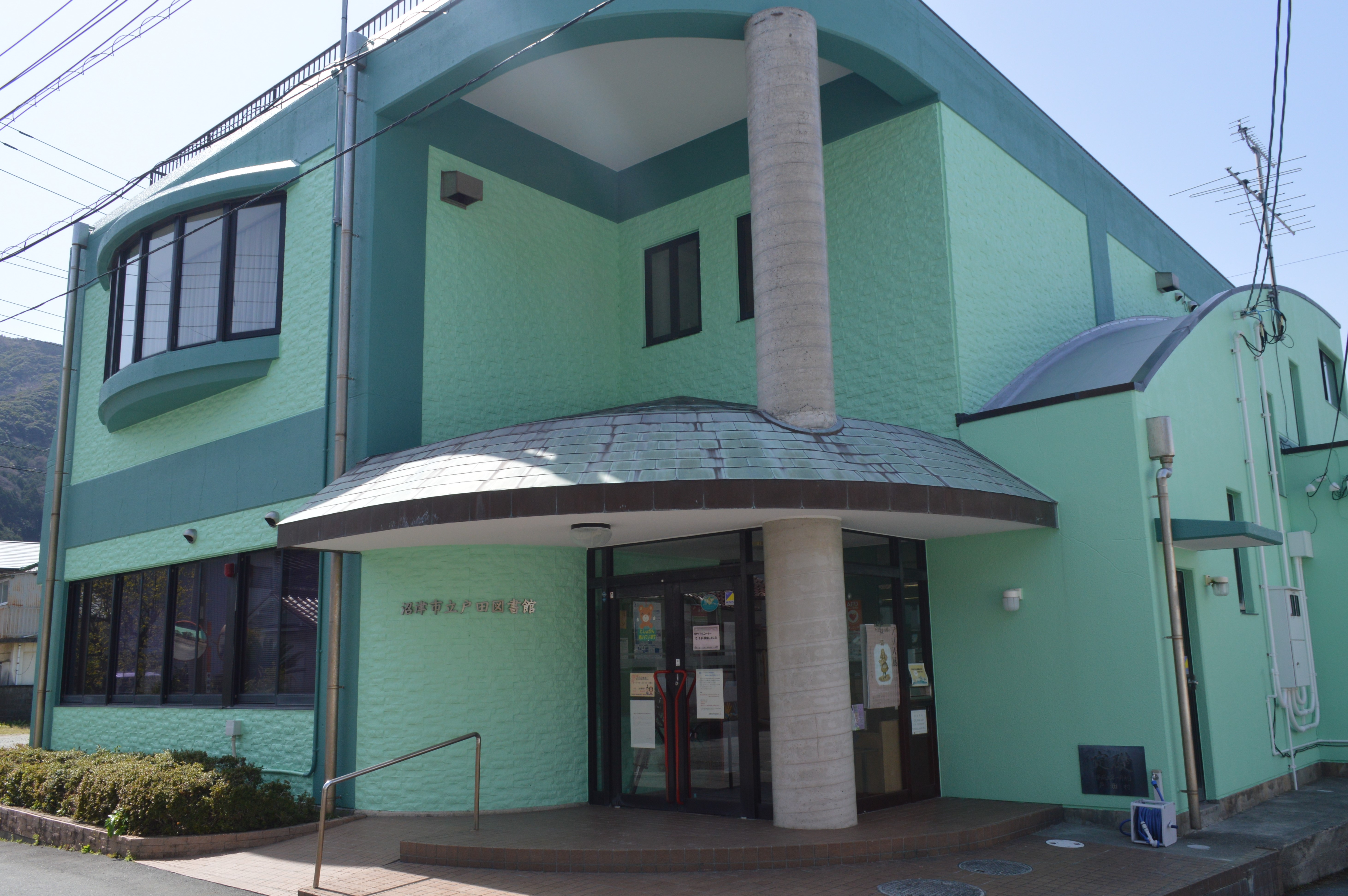
戸田村立図書館

- 戸田村立図書館（現:沼津市立戸田図書館）

## 名所・旧跡・観光スポット

### 名所・旧跡

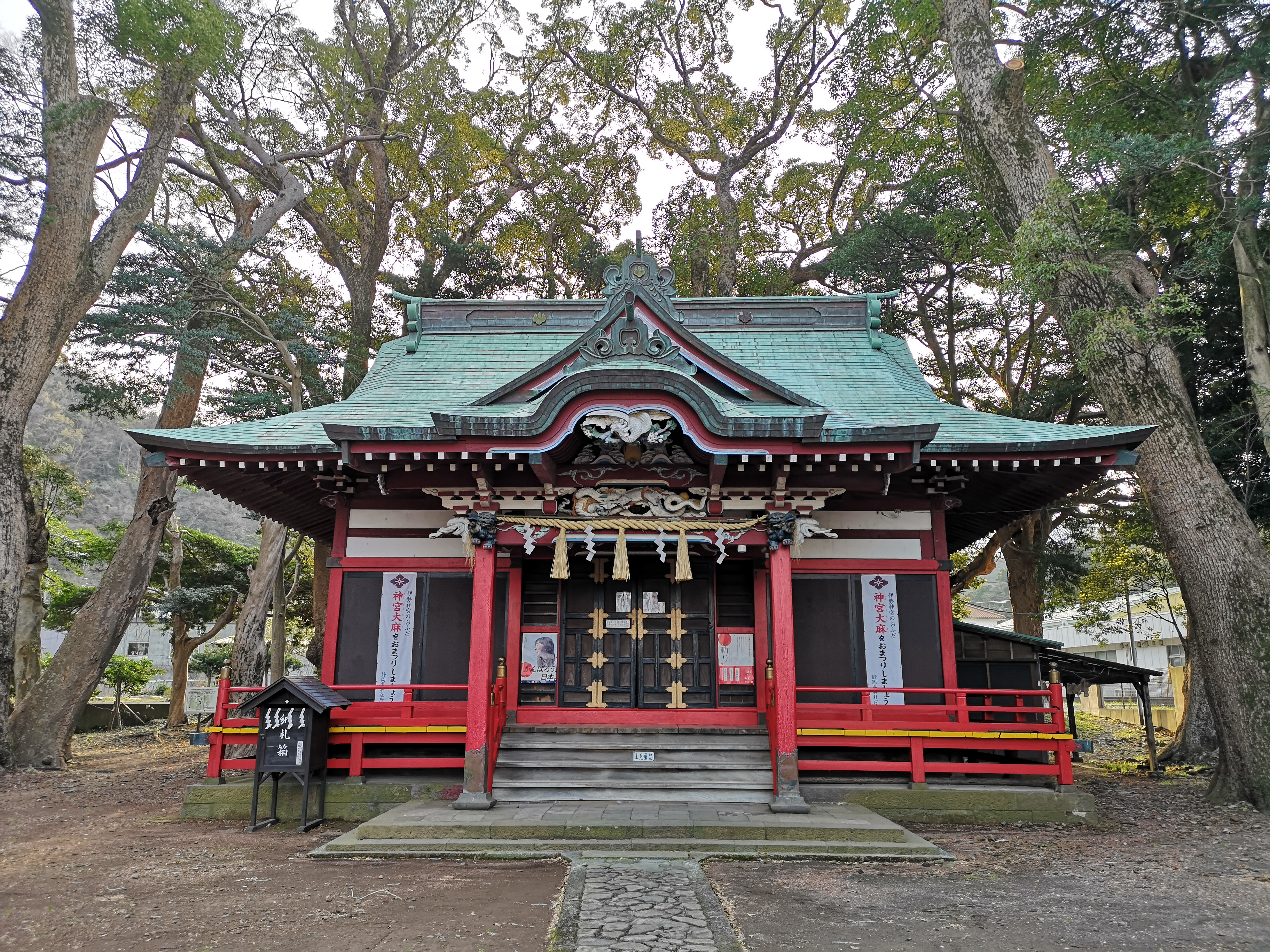
部田神社

- 部田神社（へだじんじゃ） - 式内社。旧社格は郷社。

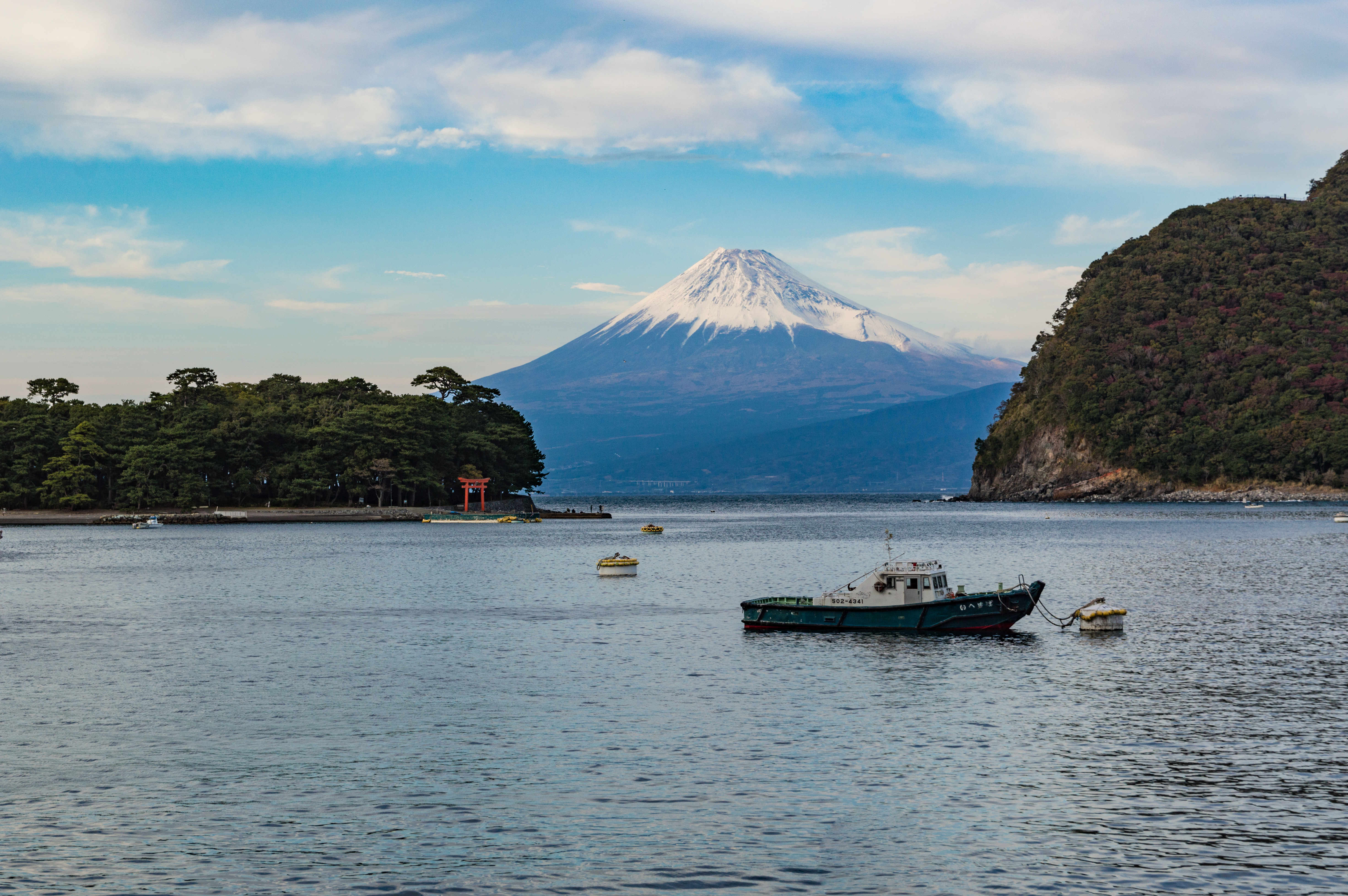
御浜岬と諸口神社の鳥居と富士山

- 諸口神社（もろくちじんじゃ） - 式内社。旧社格は村社。
- 宝泉寺 - ロシア使節であるプチャーチン提督の宿所となった。

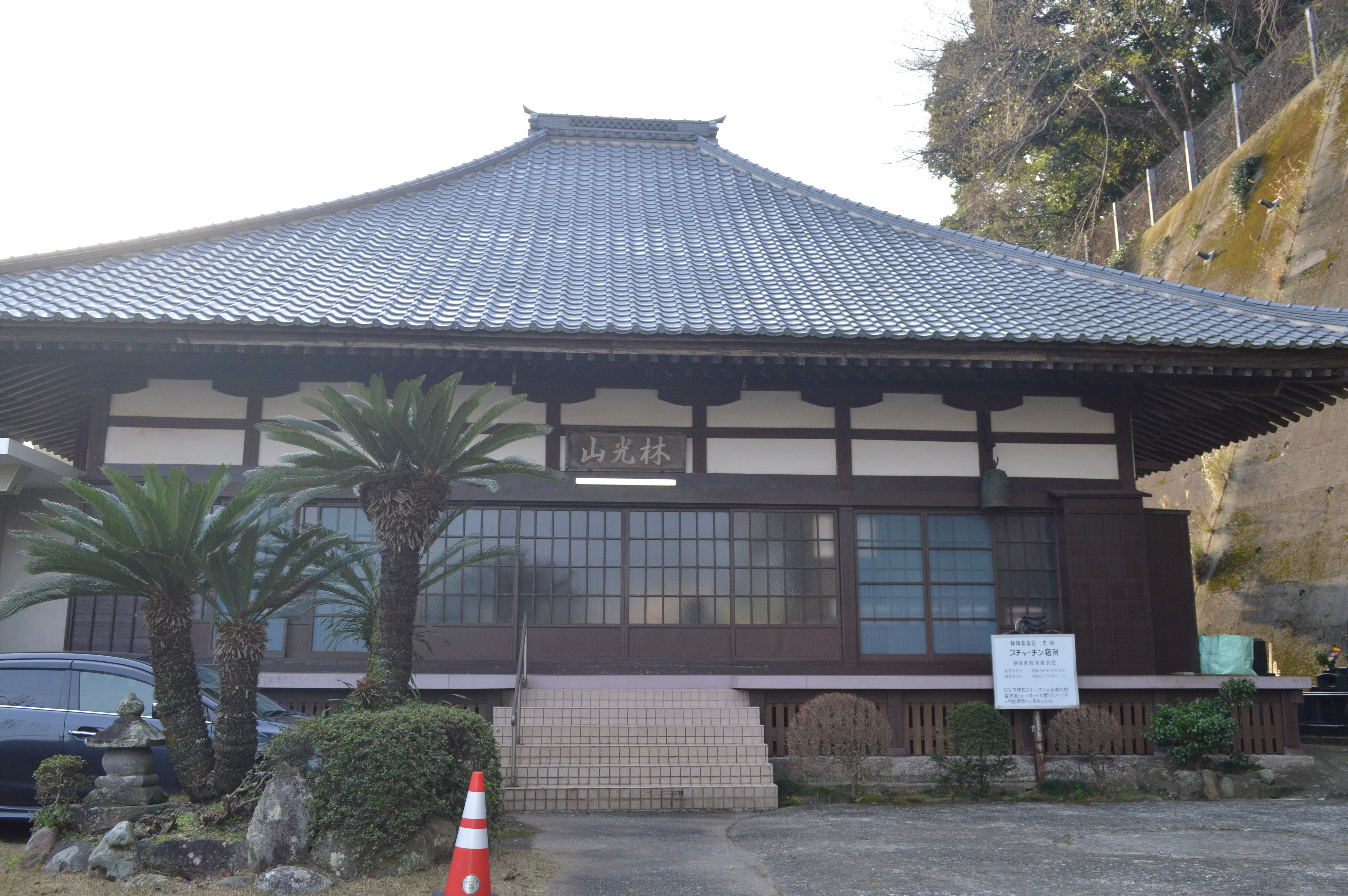
宝泉寺

- 大行寺 - プチャーチン提督と江戸幕府勘定奉行　の交渉地となった。
- 本善寺
- 長谷寺
- 蓮華寺
- 三光寺
- 宝徳寺
- 松城家住宅 - 明治初期の擬洋風建築[6]。登録有形文化財（2005年時点）[注 1]
- 勝呂家住宅

### 観光スポット
- 戸田温泉 - 15軒の旅館やホテルが存在する温泉街。1986年（昭和61年）開湯。
- 御浜岬海水浴場 - 戸田漁港の正面にある砂嘴にある海水浴場。

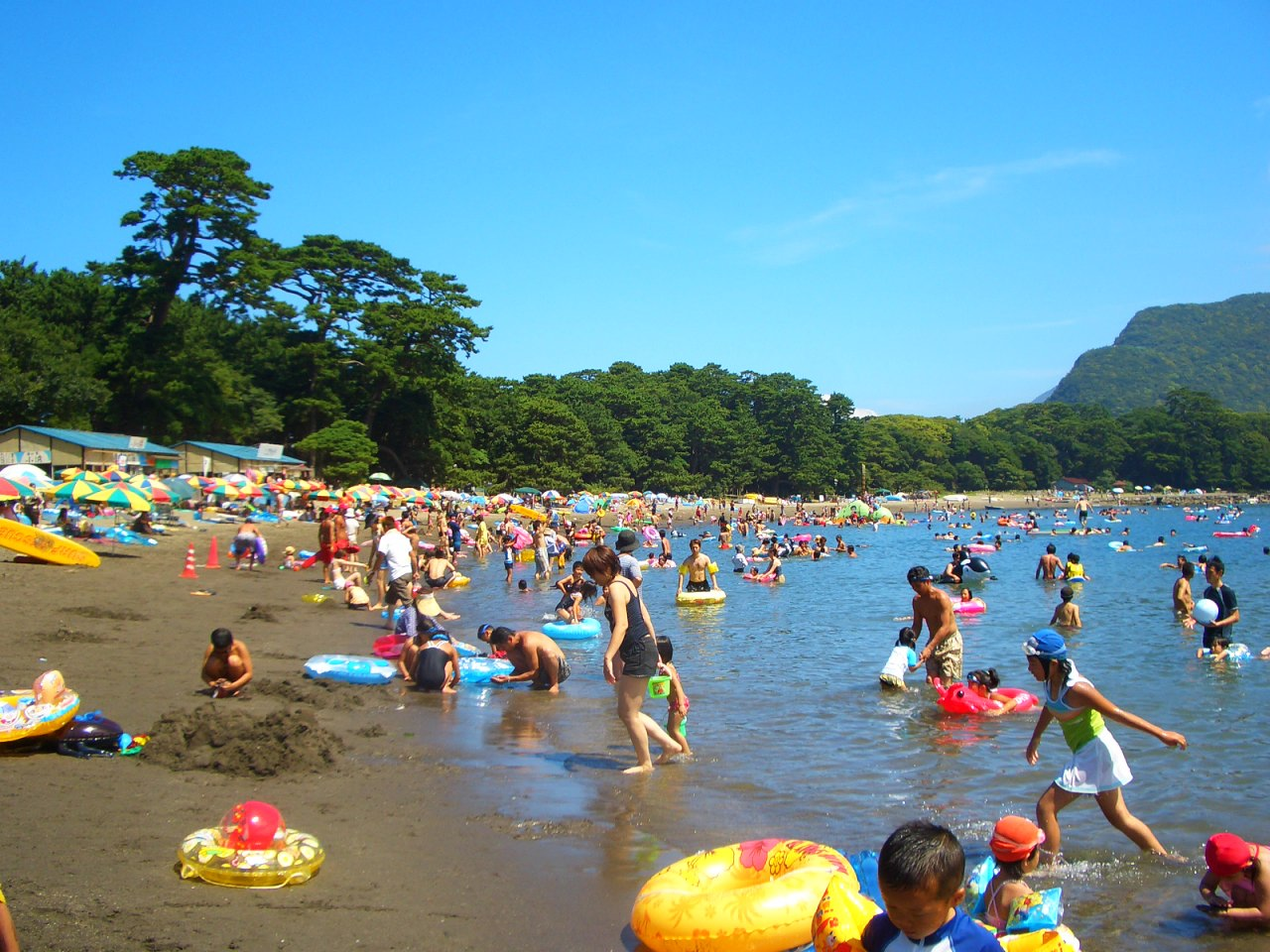
御浜岬海水浴場

- 造船郷土資料博物館 - ディアナ号・ヘダ号・プチャーチン提督などに関する資料がある博物館[7]。

### 文化財

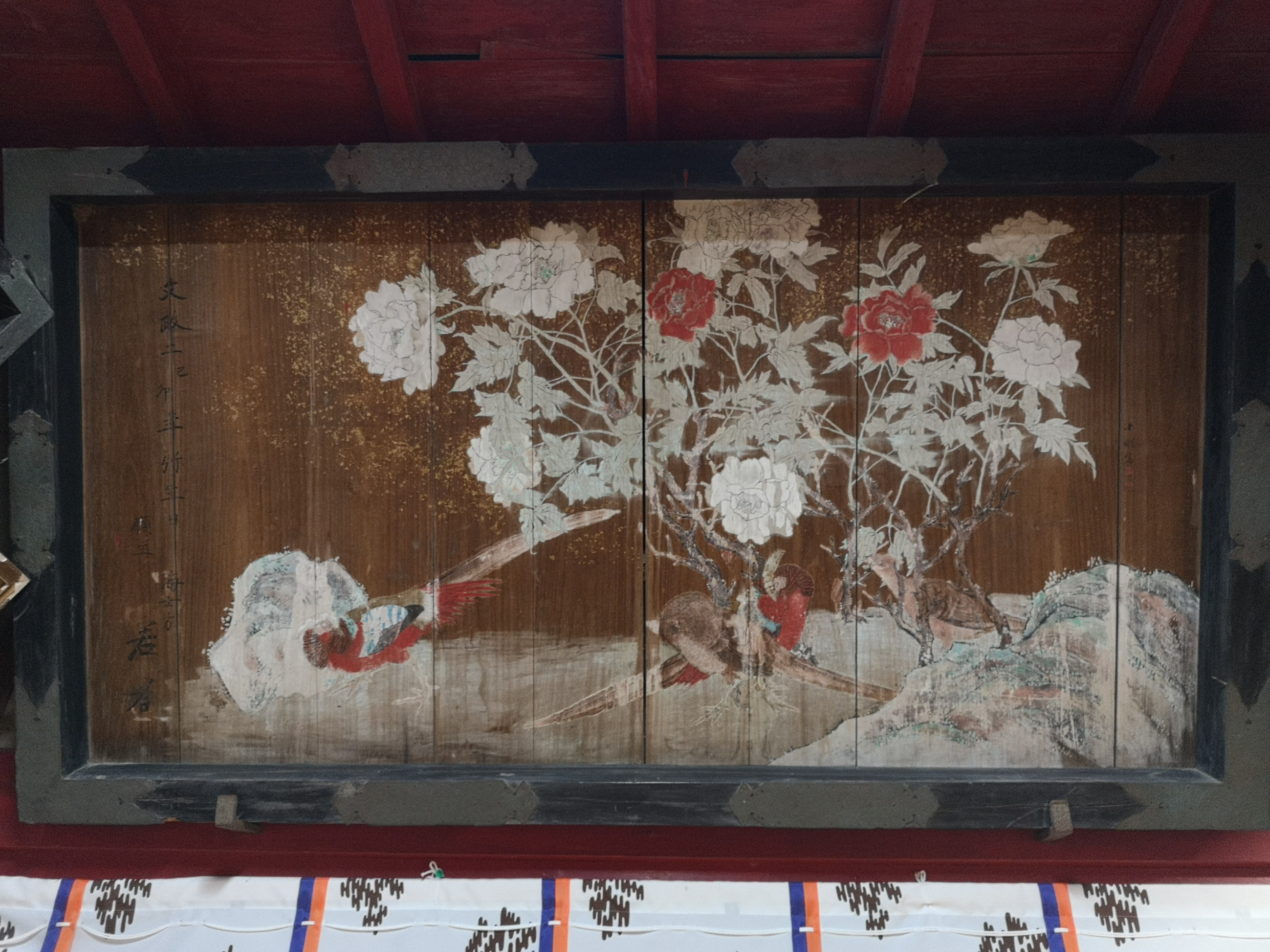
部田神社の花鳥図

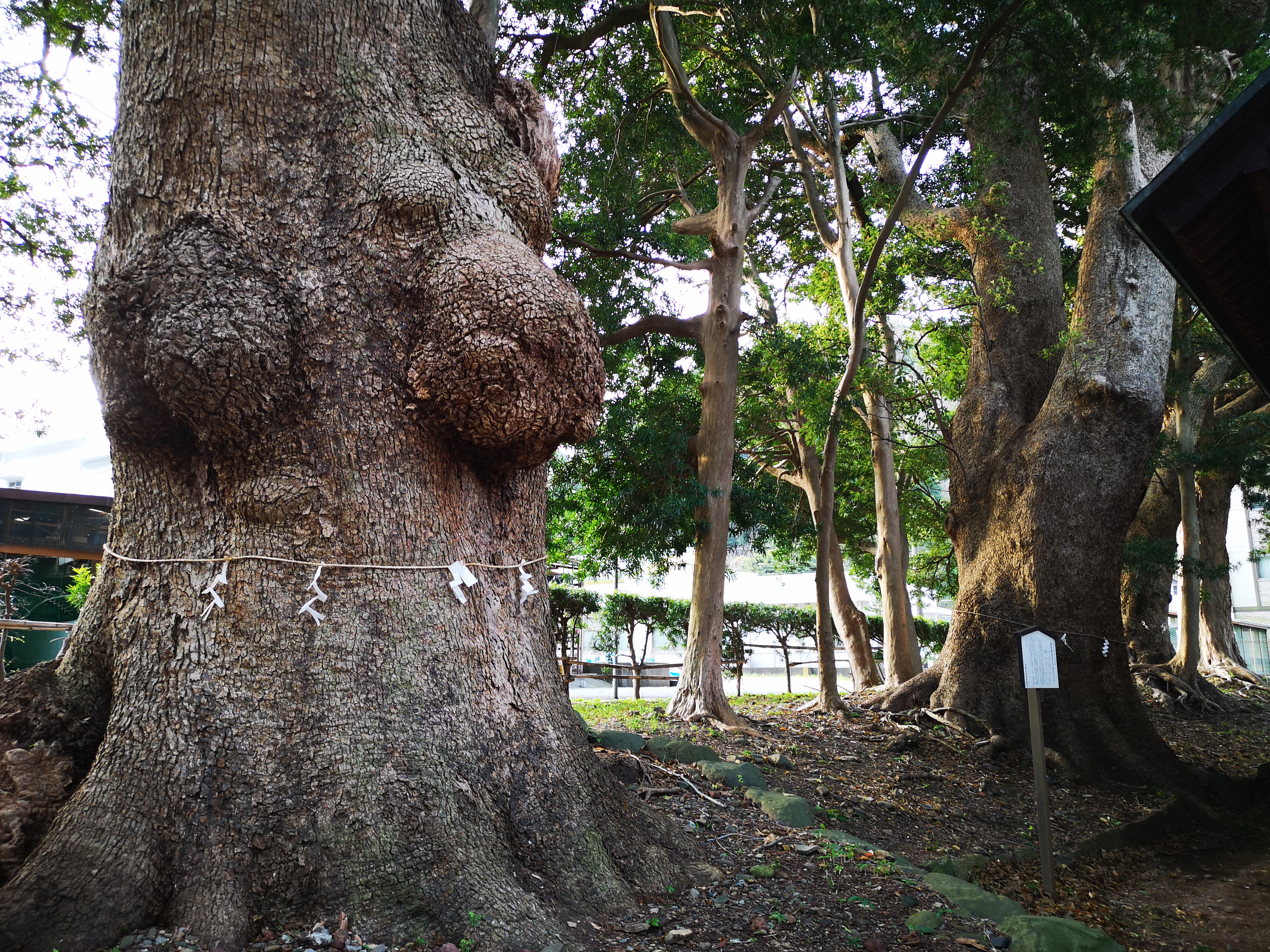
部田神社のこぶ付大楠

静岡県指定文化財
- 戸田の漁師踊り・漁師唄（民俗無形文化財）
- 井田松江古墳群（史跡）
- 御浜岬のイヌマキ群生地（天然記念物）

戸田村指定文化財
- 部田神社 花鳥図（絵画）
- 部田神社 消防い組（絵画）
- 諸口神社 鰐口（工芸）
- 日露交渉地跡大行寺（史跡）
- 御浜岬（名勝）
- 魚見の松（天然記念物）
- 友愛の松（天然記念物）
- 根上がりの松（天然記念物）
- 部田神社 こぶ付大楠（天然記念物）

- 大行寺の蘇鉄（天然記念物）
- 稲木家の蘇鉄（天然記念物）
- 神明社 舟山イヌマキ（天然記念物）
- 宝泉寺しだれ桜（天然記念物）
- ディアナ号の錨（歴史資料）
- 井田不動明王（歴史資料）

登録有形文化財（2005年時点）
- 松城家住宅（建造物）[注 2]

## 姉妹都市
- 原村（長野県）
  - 1974年5月2日姉妹都市提携
- 戸田市（埼玉県）
  - 1993年姉妹都市提携